# Christian Ruud
Christian Ruud (* 24. August 1972 in Oslo) ist ein ehemaliger norwegischer Tennisspieler.

## Leben
Ruud wurde 1991 Tennisprofi, nachdem er schon als 16-Jähriger erstmals für Norwegen im Davis Cup angetreten war. Zunächst spielte er auf der ATP Satellite Tour, um erste Weltranglistenpunkte zu gewinnen. Den Großteil seiner Karriere bestritt er in der ATP Challenger Tour. Im Laufe seiner Karriere gewann er dort zwölf Einzel- und einen Doppeltitel. Sein bestes Resultat auf der ATP Tour war die Finalteilnahme bei den Swedish Open 1995, als er Fernando Meligeni unterlag. Im gleichen Jahr erreichte er mit Position 39 im Einzel sowie Position 264 im Doppel seine höchste Notierung in der Tennisweltrangliste. Sein bestes Einzelergebnis bei einem Grand-Slam-Turnier war das Erreichen des Achtelfinales der Australian Open 1997. Nach Siegen über Jan Siemerink, Leander Paes und Neville Godwin unterlag er schließlich Goran Ivanišević in fünf Sätzen. Im Doppel konnte er sich nie für ein Grand-Slam-Turnier qualifizieren.
Ruud spielte zwischen 1989 und 2000 39 Einzel- sowie 15 Doppelpartien für die norwegische Davis-Cup-Mannschaft. Seine Bilanz war 24:15 im Einzel sowie 7:8 im Doppel, womit er bis heute norwegischer Rekordspieler Norwegens im Davis Cup ist. Er trat bei den Olympischen Sommerspielen 1992, 1996 und 2000 für Norwegen im Einzel an, zudem spielte er 1992 im Doppel. Sein bestes Ergebnis war die Teilnahme an der dritten Runde 1996 nach Siegen über Alejandro Hernández und Marcos Ondruska.
Sein Sohn Casper Ruud übertrumpft ihn als Tennisprofi. Er stieg bis auf Platz 2 der Weltrangliste und wurde zum besten norwegischen Tennisspieler der Geschichte.

## Erfolge
| Legende                       |
| Grand Slam                    |
| Tennis Masters Cup            |
| ATP Masters Series            |
| ATP International Series Gold |
| ATP International Series      |
| ATP Challenger Series (13)    |

### Einzel

#### Turniersiege
| Nr. | Datum             | Turnier       | Belag     | Finalgegner        | Ergebnis      |
| --- | ----------------- | ------------- | --------- | ------------------ | ------------- |
| 1.  | 18. Juli 1993     | Tampere       | Sand      | Xavier Daufresne   | 6:4, 6:3      |
| 2.  | 25. Juli 1993     | Montauban     | Sand      | Younes El Aynaoui  | 6:7, 6:4, 7:6 |
| 3.  | 17. Juli 1994     | Ostende       | Sand      | Johan van Herck    | 2:6, 6:4, 6:1 |
| 4.  | 16. Oktober 1994  | Lima          | Sand      | Hernán Gumy        | 3:6, 7:5, 6:3 |
| 5.  | 20. November 1994 | Glendale      | Hartplatz | Michael Joyce      | 6:1, 6:3      |
| 6.  | 11. Dezember 1994 | Naples        | Sand      | Brian Dunn         | 6:1, 6:0      |
| 7.  | 11. Juni 1995     | Fürth (1)     | Sand      | Magnus Gustafsson  | 7:6, 6:4      |
| 8.  | 31. März 1996     | Agadir        | Sand      | Oliver Gross       | 2:6, 6:3, 7:5 |
| 9.  | 19. April 1998    | Birmingham    | Sand      | Johan van Herck    | 2:6, 6:1, 6:1 |
| 10. | 7. Juni 1998      | Fürth (2)     | Sand      | Jan Frode Andersen | 6:4, 7:5      |
| 11. | 9. August 1998    | Posen         | Sand      | Martín Rodríguez   | 1:6, 6:3, 6:3 |
| 12. | 22. November 1998 | Rancho Mirage | Hartplatz | Cecil Mamiit       | 6:7, 6:3, 6:2 |

#### Finalteilnahmen
| Nr. | Datum         | Turnier | Belag | Finalgegner       | Ergebnis |
| --- | ------------- | ------- | ----- | ----------------- | -------- |
| 1.  | 16. Juli 1995 | Båstad  | Sand  | Fernando Meligeni | 4:6, 4:6 |

### Doppel

#### Turniersiege
| Nr. | Datum         | Turnier   | Belag | Partner      | Finalgegner                  | Ergebnis |
| --- | ------------- | --------- | ----- | ------------ | ---------------------------- | -------- |
| 1.  | 25. Juli 1993 | Montauban | Sand  | Saša Hiršzon | Massimo Cierro Ugo Colombini | 6:1, 6:2 |